# Cruz do World Trade Center

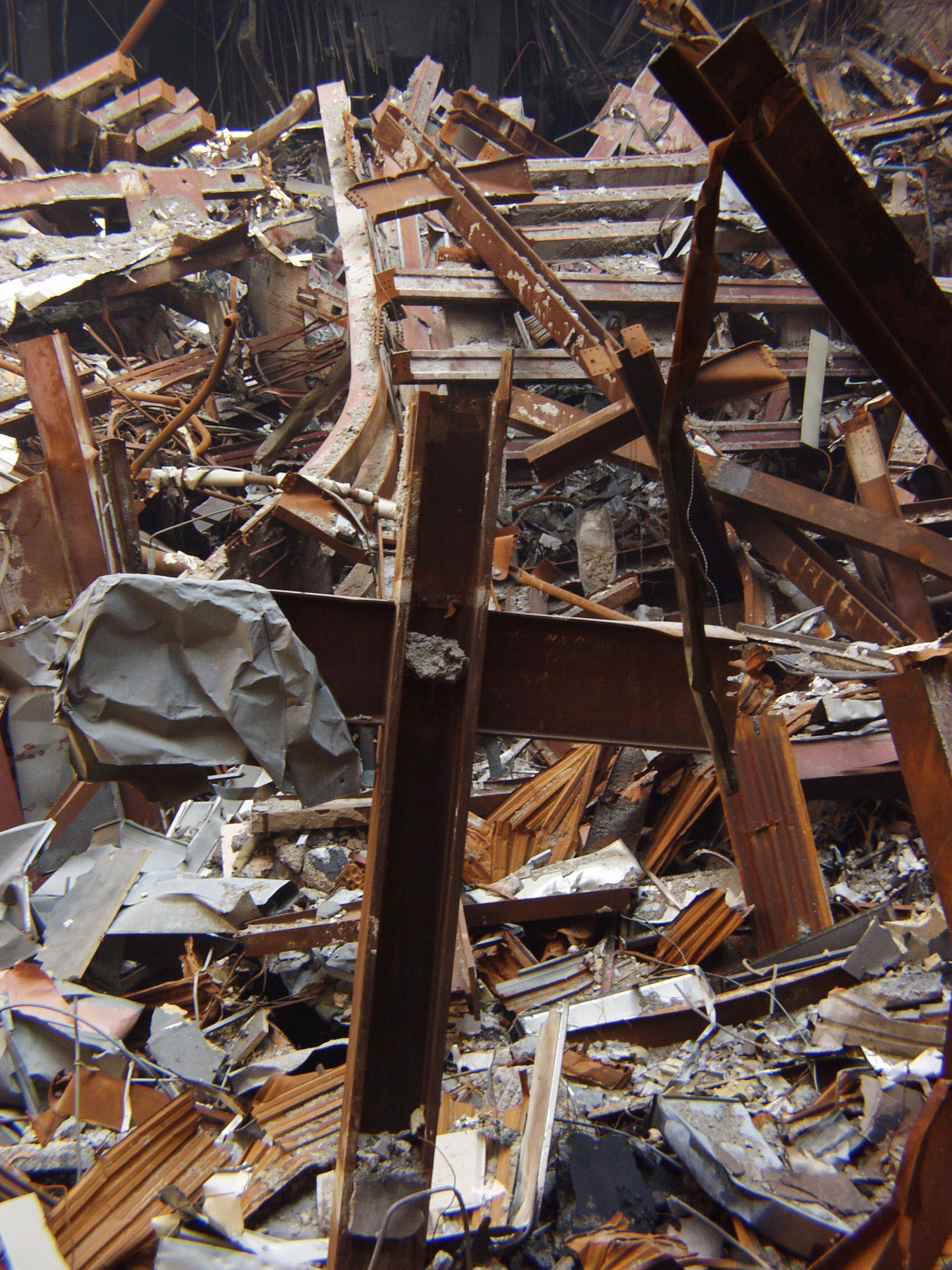
A cruz nos escombros em 26 de setembro de 2001.

A Cruz do World Trade Center, também conhecida como cruz do Marco Zero, é um grupo de vigas de aço que fica em meio aos escombros do World Trade Center após os ataques de 11 de setembro de 2001, após os ataques terroristas lá. Uma das vigas das ruínas tomou forma de cruz e lembra as proporções de uma cruz cristã.
O World Trade Center foi construído com peças pré-fabricadas que foram aparafusadas ou soldadas no local. Este processo reduz drasticamente o tempo e os custos de construção. Usando este processo, vigas e outros tipos de estruturas transversais foram criadas e usadas em cada um dos edifícios do World Trade Center. Quando as Torres Gêmeas desabaram, destroços caíram sobre o edifício 6 do World Trade Center, destruindo o interior dele. No meio dos escombros do WTC6 estava esta viga transversal intacta, que o seu descobridor acredita ter saído da Torre Norte.
A cruz foi finalmente transferida para a Igreja vizinha de São Pedro em 5 de outubro de 2006 e colocada em um lado do edifício da Church Street, entre Barclay e Vesey com uma placa que diz: "A Cruz no Marco Zero – estabelecida em 13 de setembro de 2001. Temporariamente realocado em 15 de outubro de 2006, retornará ao Museu WTC, um sinal de conforto para todos." Em 23 de julho de 2011, a cruz foi abençoada pelo reverendo Brian Jordan durante uma breve cerimônia antes de ser carregada em um caminhão e movida para o marco zero. O monumento tem sido objeto de controvérsia entre grupos não-cristãos e ateus, tendo sido proposto transferi-la para um museu.